# Diego Martínez (Fußballspieler, 1981)
Diego Alfonso Martínez Balderas (* 15. Februar 1981 in Mexiko-Stadt) ist ein ehemaliger mexikanischer Fußballspieler auf der Position des Verteidigers.

## Leben

### Verein
Martínez begann seine Profikarriere in der Saison 1998/99 beim Zweitligisten CF Cuautitlán und wechselte für die folgende Saison zu den Lobos de la BUAP und anschließend zu den Tiburones Rojos de Veracruz, die beide in derselben Liga spielten.
Ende 2000 unterschrieb er beim Club Necaxa, bei dem er es bis Ende 2005 auf 135 Erstligaeinsätze brachte. Anfang 2006 wechselte er zu Mexikos populärstem Verein Chivas Guadalajara, mit dem er in der Apertura 2006 die mexikanische Meisterschaft gewann. Obwohl er noch immer in Guadalajara unter Vertrag steht, ist er seit Anfang 2008 auf Leihbasis für diverse andere Vereine tätig und kam nicht mehr bei Chivas zum Einsatz. Mit dem CF Monterrey kam er in der Apertura 2009 zu einem weiteren Meistertitel.

### Nationalmannschaft
Sein Debüt im Dress der mexikanischen Nationalmannschaft gab Martínez am 4. Februar 2003, als gegen Argentinien 0:1 verloren wurde. Sein letztes Länderspiel am 28. Januar 2009 gegen Schweden wurde mit demselben Ergebnis verloren.
Je eines seiner insgesamt drei Länderspieltore erzielte er am 10. März 2004 gegen Ecuador (2:1), am 31. März 2004 gegen Costa Rica (2:0) und am 26. Oktober 2005 gegen Uruguay (3:1).
Martínez wirkte unter anderem in der Auswahlmannschaft seines Heimatlandes beim olympischen Fußballturnier 2004 mit.

## Erfolge
- Mexikanischer Meister: Apertura 2006, Apertura 2009